# David Katoatau
David Katoatau (Nonouti, 17 luglio 1984) è un sollevatore gilbertese.

## Biografia
Ha rappresentato le Kiribati in tre edizioni successive dei Giochi olimpici: Pechino 2008, Londra 2012 e Rio de Janeiro 2016. Nel 2012, diventa anche il primo rappresentante del suo paese a qualificarsi ai giochi tramite competizione e non con posto nazione. In tutte e tre le occasioni è stato portabandiera per il suo paese alla cerimonia di apertura.
Nel 2014, vince la medaglia d'oro della categoria 105 kg dei XX Giochi del Commonwealth a Glasgow, la prima vittoria delle Kiribati in una competizione internazionale, che conferma nel 2015 vincendo ai Giochi del Pacifico.

## Palmarès
| Anno | Manifestazione          | Sede           | Evento | Risultato | Prestazione      | Note        |
| ---- | ----------------------- | -------------- | ------ | --------- | ---------------- | ----------- |
| 2006 | Campionati oceaniani    | Apia           | 85 kg  | Bronzo    |                  |             |
| 2007 | Giochi del Pacifico     | Apia           | 85 kg  | Argento   |                  |             |
| 2007 | Campionati oceaniani    | Apia           | 94 kg  | Oro       |                  |             |
| 2008 | Giochi olimpici         | Pechino        | 85 kg  | 15º       | 313 kg (135+178) | [ 1 ]       |
| 2009 | Campionati oceaniani    | Darwin         | 94 kg  | Oro       |                  |             |
| 2010 | Campionati oceaniani    | Suva           | 94 kg  | Bronzo    |                  |             |
| 2011 | Giochi del Pacifico     | Nouméa         | 94 kg  | Argento   |                  |             |
| 2012 | Campionati oceaniani    | Apia           | 94 kg  | Oro       |                  |             |
| 2012 | Giochi olimpici         | Londra         | 94 kg  | 10º       | 325 kg (140+185) | [ 2 ] [ 3 ] |
| 2013 | Campionati oceaniani    | Brisbane       | 105 kg | Oro       |                  |             |
| 2014 | Campionati oceaniani    | Le Mont-Dore   | 105 kg | Oro       |                  |             |
| 2014 | Giochi del Commonwealth | Glasgow        | 105 kg | Oro       |                  |             |
| 2015 | Giochi del Pacifico     | Port Moresby   | 105 kg | Oro       |                  |             |
| 2016 | Campionati oceaniani    | Apia           | 105 kg | Oro       |                  |             |
| 2016 | Giochi olimpici         | Rio de Janeiro | 105 kg | 14º       | 349 kg (145+204) | [ 4 ]       |